# 鄧伊程
鄧伊程（英語：Tiffany Tang Yi Ching，1999年10月12日—），香港女子跳高運動員及意見領袖，曾為無綫電視旗下 big big channel 藝人，現為邵氏兄弟藝人。

## 簡歷
鄧伊程出生於小康之家，父母均是前田徑運動員（母親為跳高選手），胞妹鄧亦程也是一名游泳運動員。她擁有大提琴兼鋼琴8級資格（小六時考取），曾就讀拔萃女小學和拔萃女書院，在學期間已開始參與多個學界比賽（小學時代為短跑選手，至中一才轉投跳高項目），項目包括跳高及游泳，並獲選入香港田徑隊，參加全國青年運動會。2015與2017年，她曾於《港九區Division 1校際田徑比賽》中分別奪得「女子跳高項目冠軍」和「女子跳高項目亞軍」，2018年升讀香港浸會大學體育及康樂管理系學士課程後，再在《香港田徑系列賽2018 - 系列賽二》、《第五十五屆大專周年水運會》裡奪得「女子跳高項目亞軍」及「50米蛙式項目亞軍」。
隨後9月，鄧伊程便加入無綫電視 J2 清談節目《#後生仔傾偈》，成為其中一位意見領袖；2019年4月於《ASICS香港田徑系列賽2019 - 系列賽三》裡，以1米72成績奪得女子跳高冠軍。2020年7月31日，她與無綫電視合約結束，原因是為了備戰杭州亞運會組委會競賽部主辦的《2021年亞洲田徑錦標賽》，專注訓練跳高項目。2021年7月，她與鄧家禮一起為 ViuTV 主持2020年東京奧運節目《運動有團伙》；同年9月首次參加《中華人民共和國全國運動會》。
2021年10月為邵氏兄弟藝人。

## 演出作品

### 電視節目
| 首播     | 節目名               | 備註                    |
| 無綫電視 |                      |                         |
| 2018年   | #後生仔傾偈          | 「後生仔」之一          |
| 2018年   | TVB 50+1周年再出發   | 固定演出嘉賓            |
| 2018年   | 萬千星輝賀台慶2018   | 固定演出                |
| 2018年   | 流行都市             | 不定期演出（12月7日起） |
| 2018年   | 萬千星輝頒獎典禮2018 | 固定嘉賓                |
| 2019年   | #後生仔睇完港姐傾吓偈  | 「後生仔」之一          |
| 2019年   | #後生仔再同港姐傾吓偈  | 「後生仔」之一          |
| 2019年   | #一屋後生仔          | 「後生仔」之一          |
| 2020年   | 姊妹淘（第四輯）     | 固定演出（活力 KOL）    |
| ViuTV    |                      |                         |
| 2021年   | 運動有團伙           | 與鄧家禮一同主持        |

### 音樂錄像
- 2020年：谷婭溦《我為我堅強》

### 廣告
| 年份   | 內容                                                           |
| 2019年 | 華盛証券「$660迎新大禮 - 落盤，有個伴」                        |
| 2021年 | 松下電器（香港）「nanoe®護髮風筒 NA9D - 感受一份有高度的溫暖」 |

## 外部連結
- 鄧伊程的Facebook專頁
- Tiffany Tang 鄧伊程的Facebook專頁
- 鄧伊程的Instagram帳戶
- YouTube上的Tiffany Tang頻道